# Leiophron testaceipes
Leiophron testaceipes är en stekelart som först beskrevs av Cameron 1904.  Leiophron testaceipes ingår i släktet Leiophron och familjen bracksteklar. Inga underarter finns listade i Catalogue of Life.